# Ein Hund kam in die Küche
Ein Hund kam in die Küche ist ein österreichischer Kriminalfilm aus dem Jahr 2002 mit den Hauptdarstellern Tobias Moretti und Andrea Eckert.

## Handlung
Zum Entspannen nach einer gescheiterten Beziehung hat die Lehrerin Senta für ihren Sommerurlaub ein Winzerhaus in der Steiermark gemietet. In aller Ruhe will sie dort ein Mathematikbuch schreiben, das sich unter anderem mit den Zenonischen Paradoxien beschäftigt.
Die selbstgewählte Einsamkeit wird aber bald von unerwarteten Besuchern gestört. Zuerst besucht sie der einem Gläschen Wein nicht abgeneigte örtliche Gendarmerieinspektor Ludwig, dann kommt auch noch unerwartet der Besitzer des Hauses vorbei. Der Vermieter heißt Stefan Schuster und arbeitet als Koch in Salzburg.
Senta kann seinem Charme nicht lange widerstehen – die beiden verlieben sich ineinander. Eines Tages entdeckt Senta zufällig in einem Kochbuch Ausschnitte aus alten Zeitungsartikeln, in denen Stefan als Verdächtiger in einem Mordfall genannt wird.

## Kritik
„Komödiantische Kriminalfarce mit bedingtem Unterhaltungswert“